# Відкриті серця
«Відкриті серця» (дан. «Elsker dig for evigt») — драма данської режисерки Сюзанни Бір, знята у 2002 році. Світова прем'єра стрічки відбулася 23 серпня 2002 року на Норвезькому міжнародному кінофестивалі.

## Сюжет
Сесіль і Йоахим люблять одне одного і збираються одружитися. Але всі їхні плани руйнуються в одну мить: Йоахим потрапляє під машину і залишається повністю паралізованим. Сесіль намагається його втішити, але Йоахим перебуває у відчаї. Відчуваючи свою безпорадність, Сесіль виливає горе докторові Нільсу, дружина якого, виявляється, була за кермом автомобіля, що збив Йоахима. Нільс щиро співчуває Сесіль та у своїх утіхах заходить дуже далеко. Їхня дружба переростає в пристрасну любов. І, здається, Нільс навіть радіє, що його власне життя теж руйнується.

## У ролях
- Мадс Міккельсен — Нільс
- Соня Ріхтер — Сесіль
- Ніколай Лі Каас — Йоахим
- Папріка Стеен — Марі

## Цікаві факти
- Фільм є двадцять восьмим, що був відзнятий у рамках руху «Догма 95»